# 列季基夫卡 (切爾尼戈夫區)
51°33′31″N 31°10′2″E / 51.55861°N 31.16722°E

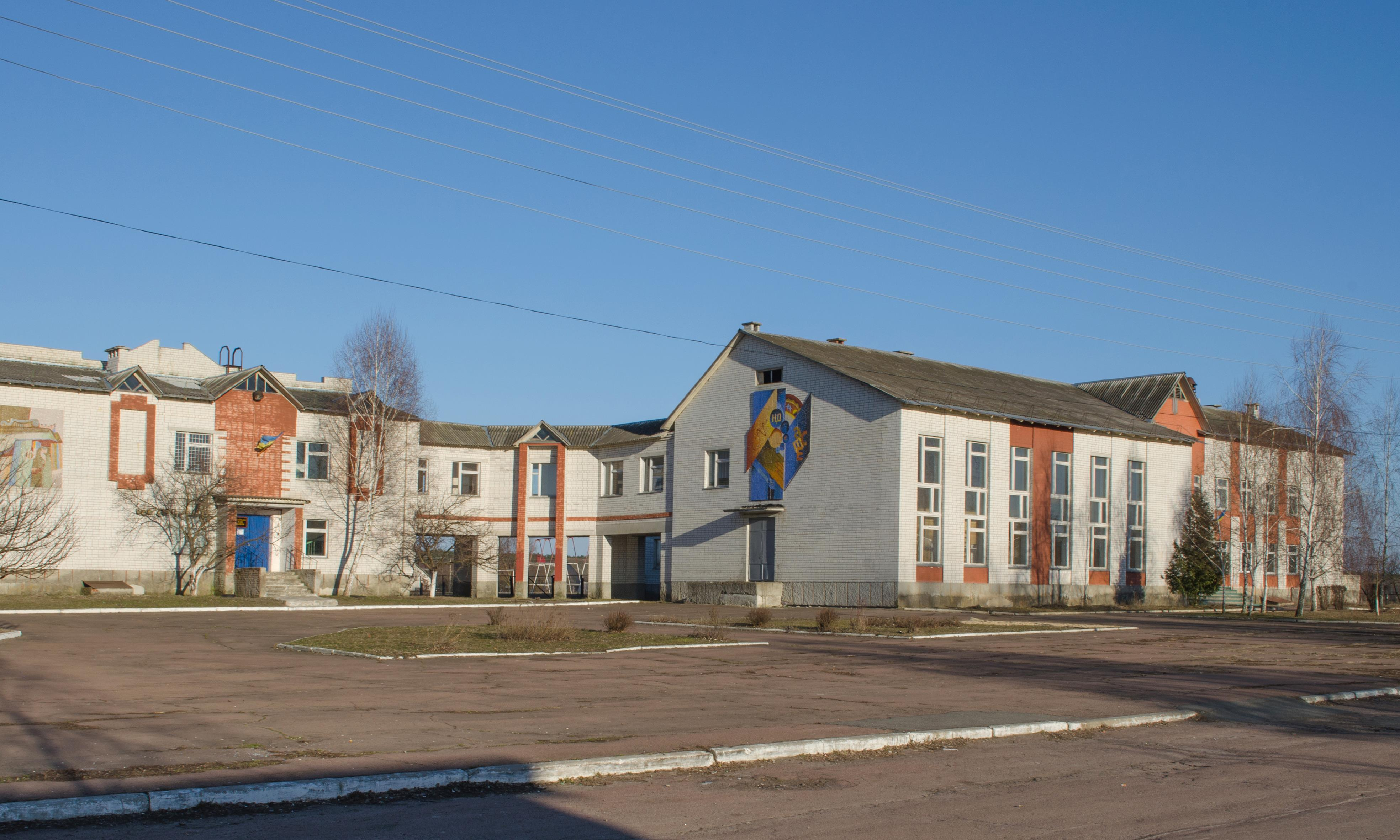

列季基夫卡（烏克蘭語：Редьківка），是位於烏克蘭北部切爾尼希夫州裏切爾尼希夫區的村莊，始建於1991年，面積2.3平方公里，海拔高度121米，2001年人口385，人口密度每平方公里167.4人。